# Марсель де Соуза
Марсель де Соуза (порт. Marcel Ramon Ponikwar de Souza; нар. 4 грудня 1956, Кампінас, Сан-Паулу, Бразилія) — бразильський баскетболіст і тренер. Учасник чотирьох Олімпіад.

## Спортивна кар'єра
На клубному рівні виступав за низку бразильських і італійських клубів. Найбільшого успіху досяг з «Сіріо» — перемога у Міжконтенентальному кубку 1979 року.
Кольори національної збірної захищав з 1974 по 1992 роки, всього провів 392 матчі і набрав 5297 очок. Учасник чотирьох баскетбольних турнірів на Олімпійських іграх. Найбільше очок, в одному олімпійському матчі, набрав 1988 року в Сеулі — 30 проти збірної Канади. 1992 року в Барселоні грав проти знаменитої «Дрім тім» — першої збірної США, до складу якої входили лише професіонали Національної баскетольної ліги.
Брав участь у п'яти чемпіонатах світу. За цим показником є рекордсменом, разом з співвітчизниками Марселінью Мачадо, Убіратаном Перейрою, австралійцем Філом Смітом і пуерториканцями Даніелем Сантьяго та Джеромом Мінке.
Одним з найкращих його матчів став фінал Панамериканських ігор 1987 року. Після першої половини гри бразильці поступалися господарям змагання, збірній США. У третьому і четвертому періодах, майбутні зірки НБА Девід Робінсон, Денні Меннінг, Рекс Чепмен та їх партнери не змогли втримати Оскара Шмідта і Марселя де Соузу. Бразильці стали переможцями турніру, а студенти США — зазнали першої поразки на власному полі.

## Досягнення
- Бронзовий призер чемпіонату світу (1): 1978
- Чемпіон Панамериканських ігор (1): 1987
- Чемпіон Південної Америки (4): 1977, 1983, 1985, 1989
- Володар Міжконтенентального кубка (1): 1979 («Сіріо»)
- Чемпіон Бразилії (3): 1978, 1979 («Сіріо»); 1984 («Монте Лібано»)
- Чемпіон штату Сан-Паулу (4): 1968 («Корінтіанс»); 1979, 1980 («Сіріо»); 1984 («Монте Лібано»)

## Статистика
Статистика виступів на Олімпійських іграх:
| Турнір | Місце  | Ігри | Очки | Ср.  |
| ------ | ------ | ---- | ---- | ---- |
| 1980   | 5      | 7    | 120  | 17,1 |
| 1984   | 9      | 7    | 76   | 10,8 |
| 1988   | 5      | 8    | 134  | 16,7 |
| 1992   | 5      | 8    | 47   | 5,8  |
| Усього | Усього | 30   | 377  | 12,5 |

Статистика виступів на чемпіонатах світу:
| Турнір | Місце | Ігри | Очки | Ср. |
| ------ | ----- | ---- | ---- | --- |
| 1974   | 6     | 6    | 46   |     |
| 1978   |       | 9    |      |     |
| 1982   | 8     | 7    | 56   | 8,0 |
| 1986   | 4     |      |      |     |
| 1990   | 5     | 7    |      |     |
| Усього |       |      |      |     |